# 朝乃翔嚆矢
朝乃翔 嚆矢（あさのしょう はじめ、1969年12月23日 - ）は、神奈川県小田原市出身（出生地は横浜市）の元大相撲力士。本名は小塚 一（こづか はじめ、旧姓は大澤）、身長185cm、体重147kg、血液型O型。得意手は突っ張り、押し。現役時は若松部屋所属で最高位は西前頭2枚目（1997年3月場所、1999年9月場所）。現在は会社員の傍ら、相撲協会の評議員を務めている。

## 来歴
小田原市立鴨宮中学校時代はバレーボール部に所属していたが、相洋高等学校に進学してからは相撲部に入部した。近畿大学に進むと、後に朝乃若となる足立武彦らとともに活躍した。1992年3月場所に幕下60枚目格付出しで初土俵を踏んだ。当時の本名の大澤を四股名として順調に番付を上げて行き1993年3月場所に新十両。同時に四股名を出身高校にちなんだ朝相洋（あさそうよう）と改めた。その場所は勝ち越したが翌場所は怪我で途中休場し幕下に陥落。四股名を当時の本名の大澤に戻してからは勝ち越しを続け、1994年5月場所に十両に復帰し四股名を朝乃翔と改めた。
再十両の場所から負け越すことなく1995年3月場所に新入幕を果たした。1997年3月場所に自己最高位の西前頭2枚目に躍進し、横綱・曙から初金星を挙げたが惜しくも7勝8敗と負け越し。1999年9月場所も西前頭2枚目と三役昇進がかかる場所であったが7勝8敗で負け越し。幕内でも安定した成績を残していたが2000年5月場所に右腕を故障し翌7月場所に十両に陥落。幕内を復帰を目指し万全な稽古をして名古屋に乗り込んだが初日前日に椎間板ヘルニアを患い7月場所を全休。
2000年9月場所は西幕下6枚目まで陥落したが振るわず2勝5敗と負け越し。さらに翌11月場所は椎間板ヘルニアが再発し全休。翌場所も全休し2001年3月場所には東三段目37枚目まで陥落した。このまま引退するのではないかとの噂もあったが土俵に上がり6勝1敗と最後まで優勝を争った。その後勝ち越しを続け東幕下26枚目まで番付を盛り返したが、網膜剥離を患い2002年1月場所前に現役を引退し準年寄・朝乃翔となった。その後、年寄・若松、佐ノ山、関ノ戸、押尾川を経て、若藤親方で高砂部屋の部屋付き親方として後進の指導に当たっていたが、2008年1月24日、栃乃花と栃栄が現役を引退し、それぞれ年寄名跡を襲名したことにより、押し出される形で日本相撲協会を退職した。
その後、2011年に発刊された「相撲」10月号で、二子山部屋の元幕下・大二子が社長、若泉が取締役を務める大阪の老舗物流会社「間口」で同社の相撲部監督を勤める傍ら、「総合営業職」として第二の人生を歩んでいる事が紹介されている。他に、同社には先述の二人にとっては部屋の後輩に当たる元幕下・若風、貴乃洸、朝乃翔にとっては部屋の後輩に当たる元幕下・朝陽丸も社員として登用されている。
2018年3月26日、日本相撲協会の評議員に就任。
極度の近視で、コンタクトレンズを着用して本場所の土俵に上がっていた。
1999年7月場所、蒼樹山との取り組みで髷を引っ張られているが、決まり手の決め手になっていないので軍配通り負けのままで覆らなかった事がある。

## 主な成績
- 通算成績：332勝335敗53休 勝率.498
- 幕内成績：213勝248敗19休 勝率.462
- 現役在位：59場所
- 幕内在位：32場所
- 十両成績：53勝47敗20休 勝率.530
- 十両在位：8場所
- 三賞：なし
- 金星：1個（曙1個）

### 場所別成績
| | 一月場所 初場所（東京）  | 三月場所 春場所（大阪） | 五月場所 夏場所（東京） | 七月場所 名古屋場所（愛知） | 九月場所 秋場所（東京） | 十一月場所 九州場所（福岡） |
| --- | ------------------------ | ----------------------- | ----------------------- | --------------------------- | ----------------------- | --------------------------- |
| 1992年 （平成4年） | x                        | 幕下付出60枚目 4–3      | 西幕下48枚目 5–2        | 東幕下27枚目 4–3            | 西幕下18枚目 5–2        | 西幕下9枚目 5–2             |
| 1993年 （平成5年） | 西幕下2枚目 5–2          | 西十両12枚目 9–6        | 東十両9枚目 2–7–6       | 西幕下12枚目 休場 0–0–7     | 西幕下12枚目 3–4        | 西幕下18枚目 5–2            |
| 1994年 （平成6年） | 西幕下9枚目 4–3          | 西幕下5枚目 5–2         | 東十両13枚目 8–7        | 東十両11枚目 8–7            | 西十両7枚目 9–6         | 西十両3枚目 9–6             |
| 1995年 （平成7年） | 東十両筆頭 8–7           | 東前頭16枚目 8–7        | 東前頭11枚目 8–7        | 東前頭8枚目 5–10            | 東前頭13枚目 8–7        | 東前頭12枚目 9–6            |
| 1996年 （平成8年） | 西前頭7枚目 6–9          | 西前頭11枚目 8–7        | 東前頭5枚目 6–9         | 西前頭7枚目 6–9             | 東前頭10枚目 8–7        | 西前頭4枚目 5–10            |
| 1997年 （平成9年） | 西前頭7枚目 8–7          | 西前頭2枚目 7–8 ★       | 東前頭3枚目 5–10        | 東前頭7枚目 7–8             | 東前頭8枚目 4–7–4       | 東前頭15枚目 休場 0–0–15    |
| 1998年 （平成10年） | 東前頭15枚目 9–6         | 西前頭11枚目 7–8        | 東前頭14枚目 8–7        | 東前頭12枚目 7–8            | 西前頭13枚目 8–7        | 西前頭10枚目 6–9            |
| 1999年 （平成11年） | 西前頭13枚目 6–9         | 西前頭14枚目 8–7        | 東前頭13枚目 9–6        | 西前頭8枚目 9–6             | 西前頭2枚目 7–8         | 西前頭3枚目 4–11            |
| 2000年 （平成12年） | 西前頭8枚目 7–8          | 東前頭10枚目 6–9        | 西前頭12枚目 4–11       | 西十両5枚目 0–1–14          | 西幕下6枚目 2–5         | 東幕下17枚目 0–1–6          |
| 2001年 （平成13年） | 西幕下57枚目 休場 0–0–7  | 東三段目37枚目 6–1      | 東幕下53枚目 4–3        | 西幕下44枚目 5–2            | 東幕下30枚目 4–3        | 東幕下26枚目 休場 0–0–7     |
| 2002年 （平成14年） | 西三段目6枚目 引退 0–0–0 | x                       | x                       | x                           | x                       | x                           |
| 各欄の数字は、「勝ち-負け-休場」を示す。 優勝 引退 休場 十両 幕下 三賞：敢=敢闘賞、殊=殊勲賞、技=技能賞 その他：★=金星 番付階級：幕内 - 十両 - 幕下 - 三段目 - 序二段 - 序ノ口 幕内序列：横綱 - 大関 - 関脇 - 小結 - 前頭（「#数字」は各位内の序列） |                          |                         |                         |                             |                         |                             |

### 幕内対戦成績
| 力士名   | 勝数 | 負数 | 力士名   | 勝数 | 負数 | 力士名   | 勝数 | 負数 | 力士名   | 勝数 | 負数 |
| -------- | ---- | ---- | -------- | ---- | ---- | -------- | ---- | ---- | -------- | ---- | ---- |
| 蒼樹山   | 6    | 4    | 安芸乃島 | 3    | 7    | 安芸ノ州 | 3    | 1    | 曙       | 1    | 1    |
| 旭豊     | 3    | 6    | 皇司     | 0    | 1    | 大碇     | 2    | 1    | 大日ノ出 | 3    | 1    |
| 小城錦   | 3    | 8    | 小城ノ花 | 2    | 0    | 魁皇     | 2    | 1    | 海鵬     | 3    | 4    |
| 春日富士 | 3    | 3    | 巌雄     | 5    | 5    | 北勝鬨   | 6    | 5    | 旭鷲山   | 8    | 6    |
| 旭天鵬   | 1    | 6    | 旭道山   | 2    | 6    | 鬼雷砲   | 3    | 1    | 霧島     | 3    | 2    |
| 金開山   | 3    | 0    | 久島海   | 1    | 1    | 剣晃     | 3    | 3    | 五城楼   | 1    | 4    |
| 琴稲妻   | 7    | 7    | 琴錦     | 2    | 5    | 琴ノ若   | 4    | 8    | 琴別府   | 3    | 2    |
| 琴龍     | 4    | 7    | 小錦     | 3    | 2    | 敷島     | 7    | 6    | 十文字   | 0    | 1    |
| 大至     | 3    | 2    | 大翔鳳   | 4    | 1    | 大善     | 1    | 1    | 大飛翔   | 0    | 1    |
| 貴闘力   | 4    | 3    | 貴ノ浪   | 1    | 5    | 貴乃花   | 0    | 6    | 隆乃若   | 0    | 2    |
| 隆三杉   | 1    | 1    | 玉春日   | 2    | 5    | 千代大海 | 0    | 2    | 千代天山 | 1    | 1    |
| 出島     | 1    | 3    | 寺尾     | 8    | 7    | 出羽嵐   | 1    | 1    | 闘牙     | 3    | 1    |
| 時津海   | 3    | 3    | 時津洋   | 2    | 0    | 土佐ノ海 | 2    | 6    | 栃東     | 1    | 1    |
| 栃乃洋   | 1    | 2    | 栃乃花   | 0    | 1    | 栃乃和歌 | 9    | 5    | 智乃花   | 3    | 1    |
| 浪乃花   | 2    | 3    | 濱ノ嶋   | 9    | 9    | 追風海   | 0    | 1    | 肥後ノ海 | 6    | 5    |
| 舞の海   | 2    | 4    | 三杉里   | 3    | 0    | 水戸泉   | 10   | 6    | 湊富士   | 3    | 9    |
| 雅山     | 0    | 2    | 武蔵丸   | 0    | 5    | 武双山   | 2    | 4    | 大和     | 0    | 1    |
| 燁司     | 2    | 0    | 力櫻     | 1    | 2    | 若翔洋   | 2    | 1    | 若の里   | 1    | 4    |
| 若ノ城   | 5    | 3(1) | 若乃花   | 0    | 4    | 和歌乃山 | 2    | 1    |          |      |      |

## 改名歴
- 大澤  一（おおさわ はじめ）1992年3月場所-1993年1月場所
- 朝相洋 一（あさそうよう -）1993年3月場所-1993年9月場所
- 大澤  一（おおさわ -）1993年11月場所-1994年3月場所
- 朝乃翔 一（あさのしょう -）1994年5月場所-1998年9月場所
- 朝乃翔 嚆矢（- はじめ）1998年11月場所-2000年5月場所
- 朝乃翔 一（- はじめ）2000年7月場所-2002年1月場所

## 年寄変遷
- 朝乃翔 一（あさのしょう はじめ）2002年1月-2003年10月〔準年寄〕
- 若松 一 （わかまつ－）2003年10月-2005年4月
- 佐ノ山 一（さのやま－）2005年4月-2005年8月
- 関ノ戸 一（せきのと－）2005年8月-2007年2月
- 押尾川 一（おしおがわ－）2007年2月-2007年4月
- 押尾川 肇（おしおがわ－）2007年4月-2007年8月
- 若藤 肇（わかふじ－）2007年8月-2008年1月

### 年寄襲名について
年寄・若松の名跡は、2002年2月に11代若松（元大関・朝潮）と6代高砂（元小結・富士錦）が名跡交換し、富士錦が定年退職するまでの1カ月間、12代若松を名乗っていた。その後、元関脇・琴錦が13代若松を襲名したが、これは他の年寄名跡が空くまで一時的に一宮章（富士錦）から借り受けた借株であった。2003年9月、琴錦は年寄・竹縄を春日野親方（元関脇・栃乃和歌）から借り受け、若松を返上した。
そして2003年10月、朝乃翔が一宮章（富士錦）から若松を借り受けて、準年寄から14代若松を襲名した。後に朝乃若が若松の年寄名跡を取得したが、引き続き朝乃翔が借り受けて若松を名乗っていた。2005年4月、朝乃若が引退し若松を襲名するため、大鵬部屋の元十両・大竜が借株で襲名していた年寄・佐ノ山を千代大海から借り受けて名跡変更した。さらに2005年8月5日、空き株となっていた年寄・関ノ戸を松井孝一（元関脇・福の花、13代関ノ戸）から借り受けた。その後、年寄・若藤に名跡変更したが、2008年1月24日限りで退職した。